# Малеагі Нгаріземо
Малеагі Нгаріземо (англ. Maleagi Ngarizemo, нар. 21 червня 1979, Віндгук) — намібійський футболіст, що грав на позиції захисника.
Виступав, зокрема, за клуби «Кейп Таун» та «Вінніпег», а також національну збірну Намібії.

## Клубна кар'єра
У дорослому футболі дебютував виступами за команду клубу «Африкан Старз». 
Своєю грою за цю команду привернув увагу представників тренерського штабу клубу «Кейп Таун», до складу якого приєднався 2007 року. Відіграв за клуб наступні два сезони своєї ігрової кар'єри.
У 2009 році уклав контракт з клубом «Блек Леопардс», у складі якого провів наступний рік своєї кар'єри гравця. 
З 2010 року жодного сезонів захищав кольори команди клубу «Норт-Йорк Астрос». 
У 2011 році перейшов до клубу «Вінніпег», де й завершив професійну кар'єру футболіста.

## Виступи за збірну
У 2001 році дебютував в офіційних матчах у складі національної збірної Намібії. Протягом кар'єри у національній команді, яка тривала 8 років, провів у її формі 9 матчів.
У складі збірної був учасником Кубка африканських націй 2008 року у Гані.